# San Marino (rijeka)
San Marino (tal. Rio San Marino) je rijeka na Apeninskom poluotoku. Protječe kroz San Marino (komune Chiesanuova i Acquaviva), zatim teče sjeverno u Italiju. Dio svoje dužine čini dio granice između dviju zemalja. Ulijeva se u rijeku Marecchiju u Torellu, dijelu općine San Leo (pokrajina Rimini).